# Месік (Північна Кароліна)
Месік (англ. Mesic) — місто (англ. town) в США, в окрузі Памліко штату Північна Кароліна. Населення — 144 особи (2020).

## Географія
Месік розташований за координатами 35°12′16″ пн. ш. 76°38′50″ зх. д. / 35.20444° пн. ш. 76.64722° зх. д. (35.204417, -76.647207).  За даними Бюро перепису населення США в 2010 році місто мало площу 2,99 км², з яких 2,67 км² — суходіл та 0,32 км² — водойми.

## Демографія
Згідно з переписом 2010 року, у місті мешкало 220 осіб у 92 домогосподарствах у складі 62 родин. Густота населення становила 74 особи/км².  Було 130 помешкань (43/км²).
Расовий склад населення:
| - 60,5 % — чорних або афроамериканців - 39,1 % — білих |

До двох чи більше рас належало 0,0 %. Частка іспаномовних становила 0,0 % від усіх жителів.
За віковим діапазоном населення розподілялося таким чином: 16,8 % — особи молодші 18 років, 57,7 % — особи у віці 18—64 років, 25,5 % — особи у віці 65 років та старші. Медіана віку мешканця становила 50,0 року. На 100 осіб жіночої статі у місті припадало 103,7 чоловіків;  на 100 жінок у віці від 18 років та старших — 101,1 чоловіків також старших 18 років.
Середній дохід на одне домашнє господарство  становив 34 611 долар США (медіана — 31 000), а середній дохід на одну сім'ю — 39 509 доларів (медіана — 37 917). За межею бідності перебувало 23,7 % осіб, у тому числі 33,3 % дітей у віці до 18 років та 11,1 % осіб у віці 65 років та старших.
Цивільне працевлаштоване населення становило 76 осіб. Основні галузі зайнятості: освіта, охорона здоров'я та соціальна допомога — 19,7 %, транспорт — 15,8 %, будівництво — 13,2 %, роздрібна торгівля — 11,8 %.